# Charlie Senior
Charlie Senior, né le 20 novembre 2001 à Bradford dans le Yorkshire, est un boxeur amateur australien.

## Carrière
S'il est né en Angleterre, sa famille déménage à Perth en Australie occidentale lorsqu'il a deux ans. Il commence d'abord la danse avant de passer à la boxe à l'âge de onze ans.
Senior remporte trois fois le championnat national junior avant de remporter le titre amateur australien. Il participe au tournoi de qualification olympique Asie et Océanie pour les Jeux de Tokyo mais s'incline dès son premier combat face au Vietnamien Nguyễn Văn Đương par arrêt du combat par l'arbitre.
En 2022, il est sélectionné pour participer aux Jeux du Commonwealth de 2022 dans la catégorie des poids plumes masculins où il perd contre Keoma-Ali Al-Ahmadieh en huitièmes de finale.
Senior remporte la médaille d'or aux Jeux du Pacifique de 2023 à Honiara, en battant Allan Oaike, décrochant ainsi une place qualificative pour les Jeux olympiques Paris 2024 ; dans le tournoi des poids plumes (-57 kg), il bat successivement le Belge Vasile Usturoi puis le Philippin Carlo Paalam en quarts de finale mais s'incline en demi-finale contre l'Ouzbek Abdumalik Khalokov, remportant ainsi une médaille de bronze.

## Palmarès

### Jeux olympiques d'été
- Médaille de bronze en -57 kg en 2024 à Paris, France